# Asian Club Championship 1995
Asian Club Championship 1995 là phiên bản thứ 15 của giải bóng đá câu lạc bộ thường niêm được tổ chức tại khu vực AFC (châu Á).
Ilhwa Chunma của Hàn Quốc thắng trận chung kết và trở thành nhà vô địch châu Á lần đầu tiên trong lịch sử câu lạc bộ.

## Vòng đầu tiên

### Tây Á
| Đội 1               | TTS                   | Đội 2                 | Lượt đi | Lượt về |
| ------------------- | --------------------- | --------------------- | ------- | ------- |
| FK Neftchy Farg'ona | 4–5                   | Yelimay Semipalatinsk | 3–1     | 1–4     |
| Al-Seeb             | 0–4                   | Al-Salmiya            | 0–0     | 0–4     |
| Al-Shabab           | 2–2 (a)               | Al-Ansar              | 2–1     | 0–1     |
| Köpetdag Aşgabat    | 6–2                   | Kant-Oil Kant         | 6–0     | 0–2     |
| Al-Zawraa           | 5–2                   | Al-Wihdat             | 3–1     | 2–1     |
| Al-Arabi            | Thắng không cần đấu 1 |                       |         |         |
| Al-Nasr             | Thắng không cần đấu 2 |                       |         |         |
| Saipa               | Thắng không cần đấu 3 |                       |         |         |

1 Al-Arabi được xếp cặp đối đầu với đội vô địch của Bahrain, nhưng Hiệp hội bóng đá Bahrain không cử đội tham dự.

2 Al-Nasr được xếp cặp đối đầu với đội vô địch của Palestine, nhưng Hiệp hội bóng đá Palestine không cử đội tham dự.

3 Saipa được xếp cặp đối đầu với đội vô địch của Tajikistan, nhưng Hiệp hội bóng đá Tajikistan không cử đội tham dự.

### Đông Á
| Đội 1                          | TTS                   | Đội 2                       | Lượt đi | Lượt về |
| ------------------------------ | --------------------- | --------------------------- | ------- | ------- |
| Mohun Bagan                    | 2–2 (a)               | Club Valencia               | 2–1     | 0–1     |
| Verdy Kawasaki                 | 6–0                   | Đông Phương                 | 3–0     | 3–0     |
| Pasay City                     | 17–2                  | Tumon Taivon                | 7–0     | 10–2    |
| Persib Bandung                 | 2–1                   | Ngân hàng Băng Cốc Thái Lan | 2–0     | 0–1     |
| Crescent Textile               | 5–1                   | Saunders SC                 | 2–1     | 3–01    |
| Ilhwa Chunma                   | 8–0                   | GD Lam Pak                  | 5–0     | 3–02    |
| Cảng Sài Gòn                   | w/o3                  | Pahang FA                   |         |         |
| Ngân hàng Nông nghiệp Thái Lan | Thắng không cần đấu 4 |                             |         |         |

1 Saunders SC rút lui sau trận lượt đi.

2 GD Lam Pak rút lui sau trận lượt đi.

3 Cảng Sài Gòn rút lui.

4 Ngân hàng Nông nghiệp Thái Lan được xếp cặp đối đầu với đội thắng cặp đấu giữa đội vô địch của Trung Quốc và Triều Tiên, nhưng hiệp hội của cả hai nước không cử đội tham dự.

## Vòng thứ hai

### Tây Á
| Đội 1                 | TTS | Đội 2            | Lượt đi | Lượt về |
| --------------------- | --- | ---------------- | ------- | ------- |
| Saipa                 | 4–2 | Al-Salmiya       | 2–1     | 2–1     |
| Al-Ansar              | 1–6 | Köpetdag Aşgabat | 1–1     | 0–5     |
| Al-Zawraa             | 3–4 | Al-Arabi         | 2–1     | 1–3     |
| Yelimay Semipalatinsk | 0–4 | Al-Nasr          | 0–1     | 0–31    |

1 Yelimay Semipalatinsk rút lui sau trận lượt đi.

### Đông Á
| Đội 1                          | TTS  | Đội 2            | Lượt đi | Lượt về |
| ------------------------------ | ---- | ---------------- | ------- | ------- |
| Persib Bandung                 | 5–2  | Pasay City       | 3–1     | 2–1     |
| Pahang FA                      | 2–5  | Ilhwa Chunma     | 2–3     | 0–2     |
| Ngân hàng Nông nghiệp Thái Lan | 7–0  | Club Valencia    | 6–0     | 1–0     |
| Verdy Kawasaki                 | 12–1 | Crescent Textile | 9–1     | 3–01    |

1 Crescent Textile rút lui sau trận lượt đi.

## Tứ kết

### Tây Á
| Đội              | ST | T | H | B | BT | BB | HS | Đ |
| ---------------- | -- | - | - | - | -- | -- | -- | - |
| Al-Nasr          | 3  | 2 | 1 | 0 | 3  | 1  | +2 | 7 |
| Saipa            | 3  | 1 | 2 | 0 | 1  | 0  | +1 | 5 |
| Al-Arabi         | 3  | 0 | 2 | 1 | 3  | 4  | −1 | 2 |
| Köpetdag Aşgabat | 3  | 0 | 1 | 2 | 2  | 4  | −2 | 1 |

Các trận đấu diễn ra tại Riyadh, Ả Rập Xê Út.
| Saipa | 1–0 | Köpetdag Aşgabat |
| ----- | --- | ---------------- |
|       |     |                  |

| Al-Nasr | 2–1 | Al-Arabi |
| ------- | --- | -------- |
|         |     |          |

| Al-Nasr | 0–0 | Saipa |
| ------- | --- | ----- |
|         |     |       |

| Köpetdag Aşgabat | 2–2 | Al-Arabi |
| ---------------- | --- | -------- |
|                  |     |          |

| Saipa | 0–0 | Al-Arabi |
| ----- | --- | -------- |
|       |     |          |

| Al-Nasr | 1–0 | Köpetdag Aşgabat |
| ------- | --- | ---------------- |
|         |     |                  |

### Đông Á
| Đội                            | ST | T | H | B | BT | BB | HS | Đ |
| ------------------------------ | -- | - | - | - | -- | -- | -- | - |
| Ilhwa Chunma                   | 3  | 2 | 1 | 0 | 7  | 3  | +4 | 7 |
| Ngân hàng Nông nghiệp Thái Lan | 3  | 1 | 2 | 0 | 3  | 2  | +1 | 5 |
| Verdy Kawasaki                 | 3  | 1 | 1 | 1 | 3  | 3  | 0  | 4 |
| Persib Bandung                 | 3  | 0 | 0 | 3 | 5  | 10 | −5 | 0 |

Các trận đấu diễn ra tại Bandung, Indonesia.
| Ilhwa Chunma      | 1–1 | Ngân hàng Nông nghiệp Thái Lan |
| ----------------- | --- | ------------------------------ |
| Shin Tae-yong 55' |     |                                |

| Verdy Kawasaki | 3–2 | Persib Bandung |
| -------------- | --- | -------------- |
|                |     |                |

| Ngân hàng Nông nghiệp Thái Lan | 0–0 | Verdy Kawasaki |
| ------------------------------ | --- | -------------- |
|                                |     |                |

| Ngân hàng Nông nghiệp Thái Lan | 2–1 | Persib Bandung |
| ------------------------------ | --- | -------------- |
|                                |     |                |

| Ilhwa Chunma                                                                    | 5–2 | Persib Bandung |
| ------------------------------------------------------------------------------- | --- | -------------- |
| Han Jung-kook 13' Shin Tae-yong 19' Ljubiša Ranković 24' ?' Hwang Yeon-seok 27' |     |                |

| Ilhwa Chunma      | 1–0 | Verdy Kawasaki |
| ----------------- | --- | -------------- |
| Park Nam-yeol 55' |     |                |

## Bán kết
| Ilhwa Chunma        | 1–0 (AET) | Saipa |
| ------------------- | --------- | ----- |
| Lee Kwang-Hyun 104' |           |       |

| Al-Nasr | 1–0 | Ngân hàng Nông nghiệp Thái Lan |
| ------- | --- | ------------------------------ |
|         |     |                                |

## Tranh hạng ba
| Ngân hàng Nông nghiệp Thái Lan | 2–1 | Saipa |
| ------------------------------ | --- | ----- |
|                                |     |       |

## Chung kết
| Ilhwa Chunma      | 1–0 (AET) | Al-Nasr |
| ----------------- | --------- | ------- |
| Lee Tae-Hong 110' |           |         |